# Microgobius gulosus
Microgobius gulosus là một loài cá thuộc Họ Cá bống trắng. Loài này sinh sống ở Maryland, Florida và Texas Hoa Kỳ.